# Fujisawa
Fujisawa (藤沢市 Fujisawa-shi) é uma cidade japonesa localizada na província de Kanagawa.
Em 2018 a cidade possui população estimada em 429 317 habitantes e uma densidade populacional de 6 171,72 h/km². Tem uma área total de 69,57 km².
Recebeu o estatuto de cidade a 1 de Outubro de 1940.

## Cidades-irmãs
- Miami Beach, Estados Unidos
- Matsumoto, Japão
- Windsor, Canadá
- Boryeong, Coreia do Sul
- Kunming, China (acordo de amizade)